# Seznam měst na Seychelách
Toto je seznam měst na Seychelách.
Zdaleka největší aglomerací na Seychelách je Victoria, kde 1. ledna 2005 žilo 22 881 obyvatel, což představuje asi čtvrtinu obyvatelstva celé země.
V následující tabulce je uvedeno 14 největších měst, výsledky sčítání obyvatelstva z 29. srpna 1997 a 22. srpna 2002, odhady počtu obyvatel k 1. lednu 2005 a ostrovy, na nichž se města nachází. Počet obyvatel se vztahuje na vlastní město bez předměstí. Města jsou seřazena podle velikosti.
| Města na Seychelách |              |                |                |                |          |
| #                   | Město        | Počet obyvatel | Počet obyvatel | Počet obyvatel | Ostrov   |
| #                   | Město        | sčítání 1997   | sčítání 2002   | odhad 2005     | Ostrov   |
| 1.                  | Victoria     | 24 890         | 23 632         | 22 881         | Mahé     |
| 2.                  | De Quincey   | 3 685          | 4 272          | 4 633          | Mahé     |
| 3.                  | Anse Boileau | 3 882          | 3 994          | 4 027          | Mahé     |
| 4.                  | Anse Volbert | 3 238          | 3 665          | 3 918          | Praslin  |
| 5.                  | Beau Vallon  | 3 609          | 3 797          | 3 892          | Mahé     |
| 6.                  | Anse Royale  | 3 518          | 3 688          | 3 773          | Mahé     |
| 7.                  | Belombre     | 3 172          | 3 538          | 3 753          | Mahé     |
| 8.                  | Cascade      | 2 983          | 3 439          | 3 684          | Mahé     |
| 9.                  | Machabee     | 3 440          | 3 576          | 3 640          | Mahé     |
| 10.                 | Grand Anse   | 2 853          | 3 335          | 3 609          | Praslin  |
| 11.                 | Misere       | 2 401          | 2.587          | 2 686          | Mahé     |
| 12.                 | Takamaka     | 2 609          | 2 589          | 2 602          | Mahé     |
| 13.                 | Port Glaud   | 2 033          | 2 174          | 2 273          | Mahé     |
| 14.                 | La Réunion   | 2 447          | 2 099          | 1 953          | La Digue |